# Dario Ambrosini
Dario Ambrosini (Cesena, 7 marzo 1918 – Albi, 14 luglio 1951) è stato un pilota motociclistico italiano.

## Carriera
La sua carriera iniziò al Circuito di Verona 1939, vinto in sella ad una Benelli 250. In quell'anno, in sella alla quarto di litro pesarese, vinse anche a Roma, Terni e Spoleto. Passato alla Moto Guzzi (acerrima rivale della Benelli nella quarto di litro) nella stagione 1940, resterà a Mandello del Lario sino al 1947. Al termine della stagione ritornò a Pesaro, e con la 250 anteguerra aggiornata riuscì a vincere a Cesena, Lugano, al Gran Premio di Svizzera a Ginevra e in altre gare nazionali e internazionali.
Con la nascita nel 1949 del Motomondiale le Benelli non si dimostrarono così competitive nei confronti delle Guzzi: Ambrosini riuscirà a vincere solo l'ultima gara della stagione, il Gran Premio delle Nazioni a Monza, terminando l'annata al secondo posto nella classifica finale dietro a Bruno Ruffo.
Nel 1950, invece, Ambrosini riuscì a conquistare il mondiale, vincendo tre delle quattro gare in programma, tra cui l'impegnativo Tourist Trophy. Ambrosini conquistò anche il titolo italiano della 250.
Nella stagione successiva Ambrosini riuscirà a vincere la gara inaugurale al Bremgarten, per poi arrivare secondo al TT. Per la terza gara della stagione, il GP di Francia in programma sul circuito di Albi, ad Ambrosini fu affidata una nuova versione della Benelli 250 con sospensioni telescopiche. Durante le prove della gara, però, un incidente tolse la vita all'alfiere della Casa marchigiana.

## Risultati nel motomondiale

### Classe 250
| 1949 | Classe | Moto    |     |   |    |    |  |   |  |  | Punti | Pos. |
| ---- | ------ | ------- | --- | - | -- | -- |  | - |  |  | ----- | ---- |
| 1949 | 250    | Benelli | Rit | 2 | NE | NE |  | 1 |  |  | 19    | 2º   |

| 1950 | Classe | Moto    |   |    |    |   |   |   |  |  | Punti | Pos. |
| ---- | ------ | ------- | - | -- | -- | - | - | - |  |  | ----- | ---- |
| 1950 | 250    | Benelli | 1 | NE | NE | 1 | 2 | 1 |  |  | 24    | 1º   |

| 1951 | Classe | Moto    |    |   |   |    |    |  |  |  | Punti | Pos. |
| ---- | ------ | ------- | -- | - | - | -- | -- |  |  |  | ----- | ---- |
| 1951 | 250    | Benelli | NE | 1 | 2 | NE | NE |  |  |  | 14    | 3º   |

| Legenda | 1º posto        | 2º posto            | 3º posto            | A punti      | Senza punti        | Grassetto – Pole position Corsivo – Giro più veloce |
| Legenda | Gara non valida | Non qual./Non part. | Ritirato/Non class. | Squalificato | '-' Dato non disp. | Grassetto – Pole position Corsivo – Giro più veloce |

### Classe 500
| 1949 | Classe | Moto   |  |     |  |  |  |  |  |  | Punti | Pos. |
| ---- | ------ | ------ |  | --- |  |  |  |  |  |  | ----- | ---- |
| 1949 | 500    | Gilera |  | Rit |  |  |  |  |  |  | 0     |      |

| Legenda | 1º posto        | 2º posto            | 3º posto            | A punti      | Senza punti        | Grassetto – Pole position Corsivo – Giro più veloce |
| Legenda | Gara non valida | Non qual./Non part. | Ritirato/Non class. | Squalificato | '-' Dato non disp. | Grassetto – Pole position Corsivo – Giro più veloce |